# Дебют Клеменца
Дебют Клеменца — шахматный дебют, начинающийся ходом 1. h2-h3.
Относится к фланговым началам.
Назван в честь жившего в Российской империи лифляндского мастера Германа Клеменца (1846—1908). В XX веке входил в дебютный репертуар британского шахматиста Майкла Басмана — известного знатока редких дебютов.

## Оценка дебюта
Современная теория считает дебют Клеменца «неправильным» началом», так как ход 1. h2-h3 не способствует развитию белых фигур и борьбе за центр, белые фактически теряют темп и передают сопернику преимущество первого хода. Вдобавок несколько ослабляется защита белого короля, что в дальнейшем при неосторожной игре может привести к существенным проблемам.
По статистике, белые, выбирая данное начало, выигрывают лишь 32,2 % партий, успех чёрных составляет 42,9 %, и 24,9 % встреч заканчиваются вничью.
Несмотря на то, что дебют Клеменца имеет сомнительную репутацию и не характерен для гроссмейстерских турниров, известен случай его успешного применения чемпионом мира М. Карлсеном при игре в быстрые шахматы.

## Варианты
- 1. …e7-e5 2. a2-a3 — «глобальный» дебют[7].
- 1. …d7-d5 — по аналогии с ходом 1. …e7-e5, чёрные стремятся установить контроль над центром.
- 1. …h7-h5 2. g2-g4 — гамбитный вариант[8].
- 1. …b7-b6 или 1. …b7-b5 — с угрозой фианкеттирования слона на b7 с целью оказания давления на королевский фланг белых и создания препятствия для хода g2-g4.
- 1. …c7-c5
- 1. …Кg8-f6

Также при соответствующей игре с обеих сторон возможен переход на схемы в духе атаки Гроба.

## Примерная партия
Чарльз Мид — Пол Морфи, 1857:
1. h3 e5 2. e4 Кf6 3. Кc3 Сc5 4. Сc4 b5 5. С:b5 c6 6. Сa4 0—0 7. Кge2 d5 8. ed cd 9. d4 ed 10. К:d4 Фb6 11. Кce2 Сa6 12. c3 С:e2 13. Кр: e2 С:d4 14. Ф:d4 Фa6+ 15. Крf3 Лc8 16. b3 Кe4 17. Сb2 Кc6 18. С:c6 Л:c6 19. Крe3 Лe8 20. Лhe1 К:c3+ 21. Крf3 Лf6+ 22. Крg3 Фd6+ 23. f4 Кe2+ 24. Л:e2 Л:e2 25. Лf1 Лg6+ 26. Крf3 Лg: g2 0-1.